# Alfonso Sánchez Izquierdo
Alfonso Sánchez Izquierdo (Sidi Ifni, Ifni, 1949) es un periodista español, director general de la Compañía de Radio Televisión de Galicia.

## Biografía
Titulado en Ciencias de la Información en la Escuela de Periodismo de Madrid (1973) y Licenciado en Derecho (1978) por la Universidad Complutense. Cursó estudios de Sociología en el Instituto León XIII.
En 1973 se incorporó, como redactor, al periódico orensano La Región. Llegó a ser director del diario, al que se mantuvo vinculado profesionalmente durante 35 años. Con la expansión del Grupo La Región, ocupó también otros puestos de responsabilidad. Así, fue consejero delegado del periódico Atlántico Diario de Vigo (1987), de la Axencia Galega de Noticias (1990) y presidente y consejero delegado de Telemiño.
En 2005 fue galardonado con el premio Diego Bernal, en recuerdo de otro destacado periodista ya fallecido, de la Asociación de Periodistas de Galicia.
En julio de 2008, Sánchez Izquierdo abandonó la dirección de La Región y fue sustituido en el cargo por Xosé Manuel Pastoriza.
A partir de ese momento, y hasta que en mayo de 2009 es nombrado Director Xeral de la CRTVG                                                            , se dedica a labores de investigación e innovación e imparte docencia, como profesor asociado, en la materia de Gestión de la Empresa Informativa de la Facultad de Ciencias de la Comunicación de la Universidad de Santiago, tarea que desarrollaba desde 1998.
Desde el año 2008 también dio clases de Programación y Técnicas de Relaciones Públicas en la Universidad de Vigo y ejerció de socio consejero de Acioavia Wises, S.L.
Alfonso Sánchez Izquierdo ha sido coautor de los libros Diálogo Social en Galicia (2008) y Veinticinco años de autonomía de Galicia (2005). También presidió la comisión de medios de comunicación del Plan de normalización lingüística de Galicia.
En 2008 fue nombrado presidente de la Asociación Galega de Xestión da Comunicación.
Ha sido presidente de la FORTA (Federación de organismos de radio y televisión autonómicos) en los años 2009, 2015 y 2021.